# جوليان هيل
جوليان هيل (بالإنجليزية: Julian Hill)‏ (و. 1973 – م) هو سياسي، وموظف مدني، من أستراليا، ولد في ملبورن.

## مناصب
تولى منصب عضو مجلس النواب الاسترالى (منذ 2 يوليو 2016)، وعضو مجلس.

## التعليم
تعلم في جامعة موناش، وتحصل منها على بكالوريوس العلوم وبكالوريوس في القانون، وجامعة ديكن.